# Robert Kastenmeier

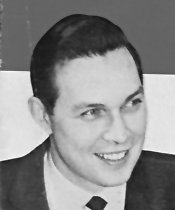
Robert Kastenmeier (etwa 1965)

Robert William Kastenmeier (* 24. Januar 1924 in Beaver Dam, Dodge County, Wisconsin; † 20. März 2015 in Arlington County, Virginia) war ein US-amerikanischer Politiker. Zwischen 1959 und 1991 vertrat er den Bundesstaat Wisconsin im US-Repräsentantenhaus.

## Werdegang
Robert Kastenmeier besuchte die öffentlichen Schulen seiner Heimat und danach das Carleton College in Northfield (Minnesota). In den 1940er Jahren unterbrach Kastenmeier seine Ausbildung, um als Soldat der US Army am Zweiten Weltkrieg teilzunehmen. Er blieb bis 1946 beim Militär und war auf den Philippinen eingesetzt. Danach blieb er noch bis 1948 in diesem Land, wo er für das Kriegsministerium die dortige Außenstelle leitete, die sich mit gegenseitigen Ansprüchen befasste, welche sich aus der Unabhängigkeit der Philippinen ergaben. Nach einem anschließenden Jurastudium  an der University of Wisconsin–Madison und seiner im Jahr 1952 erfolgten Zulassung als Rechtsanwalt begann er in Watertown in seinem neuen Beruf zu arbeiten. Zwischen 1955 und 1959 war Kastenmeier Friedensrichter im Dodge und im Jefferson County.
Politisch schloss sich Kastenmeier der Demokratischen Partei an. Bei den Kongresswahlen des Jahres 1958 wurde er im zweiten Wahlbezirk von Wisconsin in das US-Repräsentantenhaus in Washington, D.C. gewählt, wo er am 3. Januar 1959 die Nachfolge von Donald Edgar Tewes antrat. Nach 15 Wiederwahlen konnte er bis zum 3. Januar 1991 insgesamt 16 zusammenhängende Legislaturperioden im Kongress absolvieren.  In diese Zeit fielen unter anderem der Kalte Krieg, die Kubakrise, der Vietnamkrieg und die Watergate-Affäre.
Kastenmeier war zeitweise Mitglied des Justizausschusses. Im Sommer 1974 nahm er an der Abstimmung über die Impeachment-Anklage gegen Richard Nixon teil. Kastenmeier war einer der Ankläger im Amtsenthebungsverfahren gegen den in Nevada tätigen Bundesrichter Harry E. Claiborne.
Bei den Wahlen des Jahres 1990 unterlag Robert Kastenmeier dem Republikaner Scott L. Klug. Danach zog er sich in den Ruhestand zurück. Er starb am 20. März 2015 im Alter von 91 Jahren in Arlington, Virginia.